# Andrea Peron
Andrea Peron (født 14. august 1971 i Varese) er en tidligere italiensk professionel landevejscykelrytter. 
Som amatør deltog Peron i OL 1992 i Barcelona, hvor han var med på det italienske hold i 100 km holdkørsel på landevej. Disciplinen var her på det olympiske program for sidste gang, og vindere blev det tyske hold i 2.01.39 timer, mens Italien vandt sølv præcis et minut langsommere, og Frankrig var yderligere næsten to minutter efter på tredjepladsen. Italiens hold bestod foruden Peron af Flavio Anastasia, Luca Colombo og Gianfranco Contri.
Peron blev professionel i 1993, da han kørte for Gatorade. Han var en stærk enkeltstartsspecialist med gode resultater i det italienske mesterskab i landevejscykling, hvor han opnåede en femteplads i 1996. Samme år opnåede han sit største resultat, da han vandt Vuelta a Castilla y León. Fra 2002 kørte han for Team CSC. Han indstillede sin karriere ved udgangen af 2006.